# Emily Sisson
Emily Sisson (* 12. Oktober 1991 in Milwaukee, Wisconsin) ist eine US-amerikanische Leichtathletin, die sich auf den Langstreckenlauf spezialisiert hat.

## Sportliche Laufbahn
Erste Erfahrungen bei internationalen Meisterschaften sammelte Emily Sisson im Jahr 2007, als sie bei den Panamerikanischen Juniorenmeisterschaften in São Paulo in 17:47,81 min die Bronzemedaille im 5000-Meter-Lauf gewann. Zwei Jahre später belegte sie dann bei den Panamerikanischen Juniorenmeisterschaften in Port-of-Spain in 10:17,15 min den vierten Platz über 3000 m. Bei den Crosslauf-Weltmeisterschaften 2010 in Bydgoszcz gelangte sie nach 20:08 min auf Rang 18 im U20-Rennen, bei den Juniorenweltmeisterschaften im kanadischen Moncton klassierte sie sich mit 9:16,80 min auf dem zehnten Platz im 3000-Meter-Lauf und gelangte mit 15:48,91 min auf Rang sechs über 5000 m. Im Herbst begann sie ein Studium an der University of Wisconsin–Madison und wechselte später an das Providence College an der US-Ostküste. 2017 startete sie im 10.000-Meter-Lauf bei den Weltmeisterschaften in London und belegte dort in 31:26,36 min den neunten Platz. Im Jahr darauf wurde sie beim New-York-Halbmarathon nach 1:12:24 h Zweite und 2019 wurde sie bei den Weltmeisterschaften in Doha in 31:12,56 min Zehnte über 10.000 m. 2021 nahm sie über diese Distanz an den Olympischen Sommerspielen in Sapporo teil und lief dort nach 31:09,58 min auf dem zehnten Platz ein. Im Jahr darauf stellte sie beim Chicago-Marathon mit 2:18:29 h einen neuen Nordamerikarekord auf und wurde damit Zweite und 2024 gelangte sie bei den Olympischen Sommerspielen in Paris mit 2:29:53 h auf Rang 23.
2021 wurde Sisson US-amerikanische Meisterin im 10.000-Meter-Lauf.

## Persönliche Bestleistungen
- 3000 Meter: 8:49,61 min, 16. Juli 2018 in Cork
  - 3000 Meter (Halle): 8:52,60 min, 14. Februar 2015 in New York City
- 2 Meilen: 10:29,97 min, 15. Juni 2007 in Greensboro
  - 2 Meilen (Halle): 10:10,21 min, 12. März 2010 in Boston
- 5000 Meter: 14:53,84 min, 15. Mai 2021 in Irvine
  - 5000 Meter (Halle): 15:02,10 min, 26. Februar 2017 in Boston
- 10.000 Meter: 30:49,57 min, 29. März 2019 in Palo Alto
- Halbmarathon: 1:06:52 h, 15. Januar 2023 in Houston
- Marathon: 2:18:29 h, 9. Oktober 2022 in Chicago (Nordamerikarekord)